# Gordon & Paddy
Gordon & Paddy är en svensk animerad film från 2017, i regi av Linda Hambäck och skriven av Jan Vierth. Den är baserad på barnbokserien Kommissarie Gordon av Ulf Nilsson och Gitte Spee.
Filmen fick positiva recensioner av recensenter, och har ett medelbetyg på 3,5 av 4.0 hos Kritiker.se, baserat på 11 recensioner.

## Handling
Filmen utspelar sig i en stor skog, som bevakas av den gamle kommissarie Gordon. Han rekryterar den unga musen Paddy, som senare tar över som polismästare i skogen efter att Gordon går i pension. Två barn blir försvunna, och Paddy ska med hjälp av Gordon försöka rädda dem och ta reda på vem den misstänkte kidnapparen är.

## Rollista
- Stellan Skarsgård – Gordon
- Melinda Kinnaman – Paddy
- Felix Herngren – Valdemar
- Tove Sacklén – Karin
- Mingus Broman – Elliot
- Johannes Bah Kuhnke – Ekorretjuv
- Christian Hillborg – Ekorretjuv
- Janne Vierth – Kaninpappa
- Tova Magnusson – Kaninmamma
- Ella Broman – Kaninsyskon
- Andrea Reuter – Skatmamma
- Per Broman – Skatpappa
- Lina Nyberg – Mullvad
- Fredrik Ljungkvist – Mullvad
- Rebecka Hamberger – Ekorrmamma
- Linda Hambäck – Ekorrmamma
- Mats Blomberg – Övriga röster